# Пидаев, Андрей Владимирович
Пидаев Андрей Владимирович (укр. Підаєв Андрій Володимирович; род. 4 сентября 1961, Симферополь) — советский, украинский и российский врач, учёный, политик и предприниматель. Доктор медицинских наук (1998), профессор (2002), профессор Национальной медакадемии последипломного образования им. П. Шупика (с 2006), профессор кафедры терапии. Министр здравоохранения Украины в первом правительстве Виктора Януковича.

## Биография
Родился 4 сентября 1961 года в городе Симферополь. Русский.
Закончил Крымский медицинский институт в 1984 году по специальности «Врачебное дело». Закончил ординатуру там же. В 1984—1991 годах — участковый терапевт поликлиники № 2, терапевт больницы № 7, клинический ординатор факультета последипломной подготовки врачей при Крымском медицинском институте, врач ультразвуковой диагностики. В 1991—1995 годах — заместитель главного врача Центра охраны материнства и детства, главный врач Крымского Республиканского диагностического центра. С августа 1995 по ноябрь 2002 года — министр здравоохранения Автономной Республики Крым.
В 1998 году получил степень доктора наук. Специальность: Медицинские науки. 14.01.27 — Пульмонология Киев. Ведущая организация Институт фтизиатрии и пульмонологии имени Ф. Г. Яновского АМН Украины.
C 30 ноября 2002 по 3 февраля 2005 года — министр здравоохранения Украины в правительстве В. Ф. Януковича (30 ноября 2002 г., № 1107/2002 — 3 февраля 2005 г., № 135/2005) по квоте фракции Народовластие Организационные инициативы министра были противоречиво приняты в медицинском сообществе Украины.
Был членом Партии зеленых Украины. Член Президиума ВОО «Федерация тениса Украини».
После аннексии Крыма Россией принял российское гражданство, ведёт предпринимательскую деятельность как в качестве Индивидуального предпринимателя (г. Москва), так и в качестве учредителя некоторых юридических лиц на территории Крыма (в основном медицинского направления). Основным активом Пидаева является одна из ведущих симферопольских частных медицинских клиник «Генезис», которая основана 21 ноября 2001 года. После аннексии Крыма Россией в 2015 году компания имела определённые имущественные проблемы с властями республики. В 2019 году в ней работало более 400 сотрудников, получено 122.2 млн рублей прибыли, активы клиники оценивались в 524 млн рублей.

## Награды
- Почётная грамота Кабинета Министров Украины (июль 2001).
- Заслуженный врач Украины. * Орден «За заслуги» 3 степени (Украина)(август 2004).

## Семья
- жена Ирина Львовна;
- дочь Елена. 5 внуков.

## Перечень ключевых публикаций
Автор примерно 40 научных трудов.
- Швец Н. И., Пидаев А. В., Бенца Т. Н., Миронец В. И., Федорова А. А., Маланчук Т. А. эталоны практических навыков по терапии // учебно-методическое пособие.- К.: Главмеддрук.- 2005.- 540 с.
- Швец Н. И., Пидаев А. В., Бенца Т. М., Федорова А. А., Миронец В. И. Неотложные состояния в клинике внутренней медицины // Учебное пособие. — Киев. — 2006. — 752 с.
- Швец Н. И., Пидаев А. В., Бенца Т. М. Диагностика, лечение, иммунопрофилактика гриппа и других острых респираторных вирусных инфекций // Учебное пособие. — Киев. — 2009. — 224 с.
- Диагностика и стандарты лечения заболеваний органов дыхания в практике терапевта / Н. И. Швец, А. В. Пидан, А. А. Федорова, А. А. Пастухова: учеб. пособ. — Винница: ООО «Меркьюри-Подолье», 2011. — 632 с.
- Система управління лікувальним процесом у хворих на хронічні неспецифічні захворювання легенів на курорті
- Панорама охорони здоров’я населення України (2003)
- Болонський процес в Європі. Що це таке і чи потрібний він Україні? Чи можлива інтеграція медичної освіти України в Європейський освітній простір?(2004)
- Довідник кваліфікаційних характеристик професій працівників системи охорони здоров’я (2004)
- Діагностика та стандарти лікування захворювань органів дихання в практиці терапевта (2011)